# Canal des Poissonceaux
Le canal des Poissonceaux est un ancien canal qui reliait deux bras de la Deûle, la Haute-Deûle et le Fourchon à Lille. C'est l’un des nombreux petits canaux non navigables qui parcouraient la ville de Lille avant leur couverture ou leur remblaiement  à la fin du XIXe siècle ou au début du XXe siècle.

## Description
L’ancien canal passe sous la partie nord de la place Rihour, sous les rues Jean Roisin, de Pas, de la Chambre des Comptes et sous le milieu de l’ilot entre la rue Esquermoise et la rue de la Chambre des Comptes.

## Origine du nom
Poissonceaux signifie petits-poissons

## Historique

### Origine
Le canal des Poissonceaux est à origine le fossé d'une l'enceinte de la ville construite de 1134 à 1144 entre à l'ouest des canaux de la Baignerie et de Weppes et le fossé est de cette enceinte correspondant aux futurs canaux de la rue de de Paris, des Ponts-de- Comines (emplacement de cette rue) de la rue de la Quenette. 
Avant la création de cette enceinte, le canal pourrait correspondre.
- au cours aval du Bucquet parallèle à l’actuelle rue Esquermoise quelques dizaines de mètres au sud de cette rue Le confluent avec le bras principal de la Deûle se serait situé au sud de l’actuelle place du Général de Gaulle [1],[a].

- au cours aval du Becquerel, le confluent avec le cours primitif de la Deûle (correspondant à la succession des canaux de la Baignerie, de Weppes, du moulin de Saint-Pierre dans le prolongement de la Haute Deûle) aurait été au niveau du pont de Weppes (emplacement actuel carrefour de la rue Esquermoise avec la rue Thiers)[2],[b].

- ou être  une création artificielle  correspondant au creusement du fossé de l’enceinte ayant entouré l’ensemble du castrum et du forum[c].

Le canal est intégré à l'intérieur de l'enceinte urbaine lors de l'agrandissement du XIIIe siècle intégrant les paroisses Saint-Maurice et Saint-Sauveur dans une nouvelle enceinte.

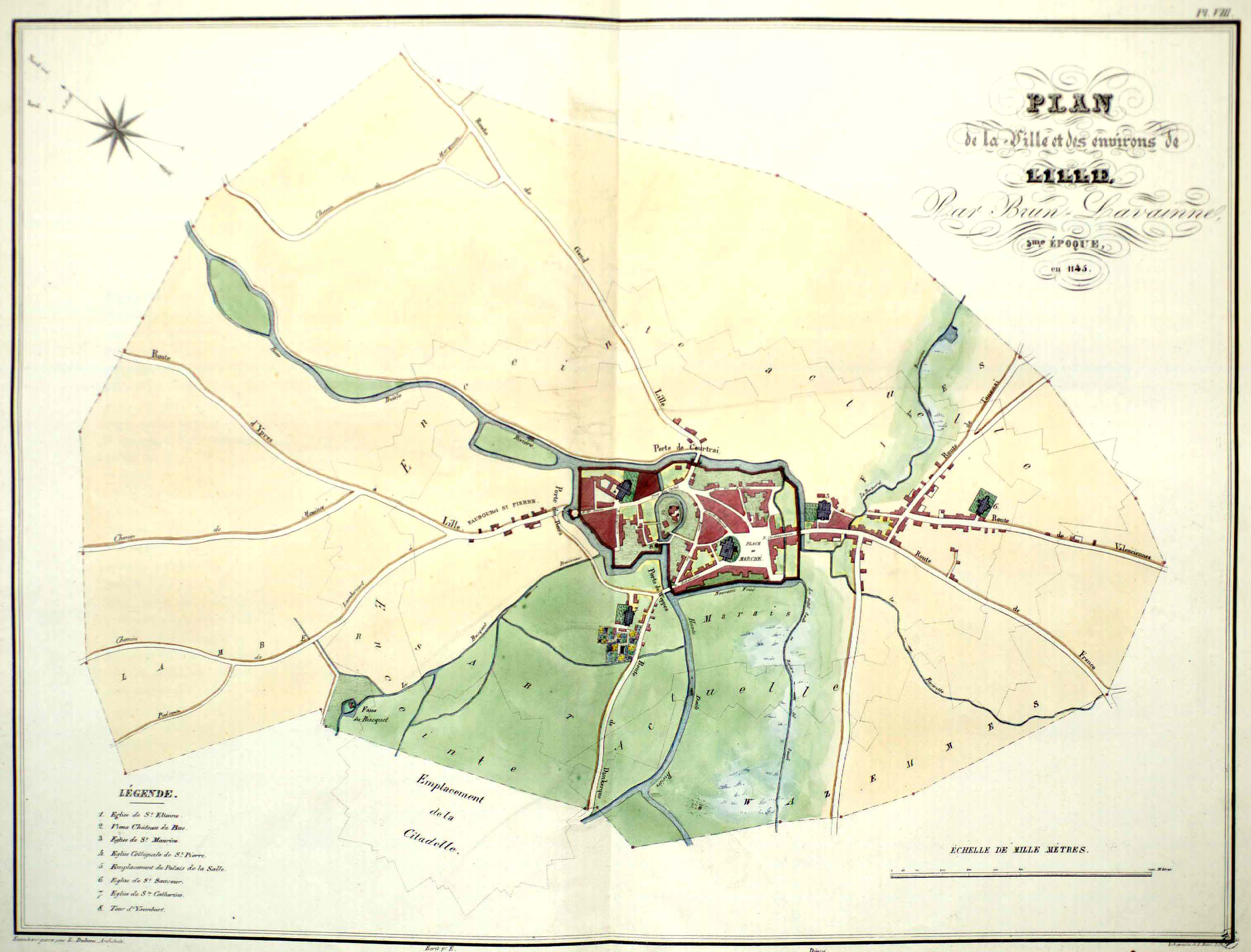
Le canal comme fossé de l'enceinte au XIIe siècle.
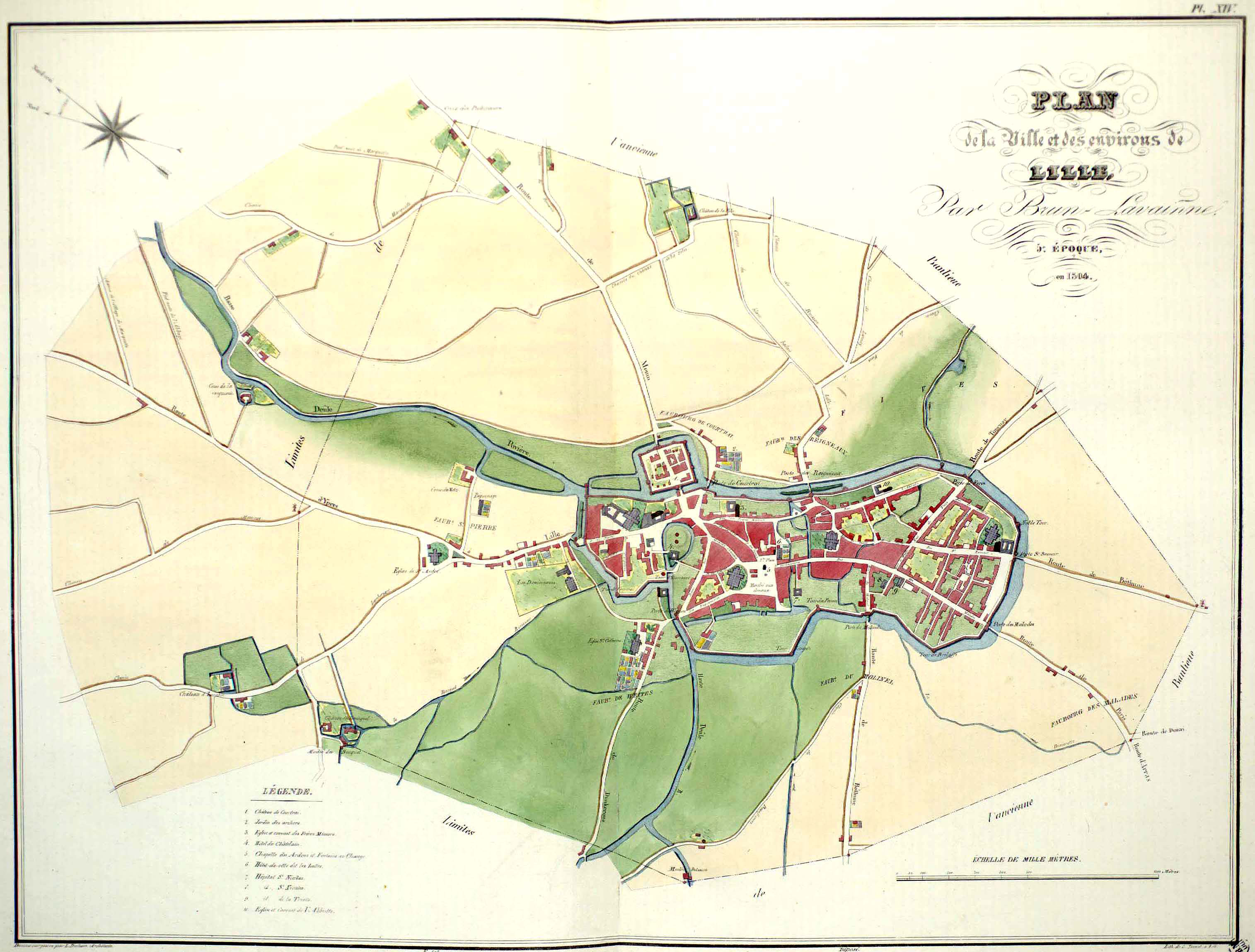
Le canal à la suite de l'intégration dans l'enceinte urbaine.

Comme il reliait deux ensembles de canaux  à l'ouest, d'amont en aval, canal de la Baignerie, canal de Weppes, canal Saint-Pierre, à l'est d'amont en aval, canal  des Molfonds, de la Vieille Comédie, canal des Boucheries, canal des Sœurs Noires, il ne possédait pas de courant et servait à réguler le débit des deux bras de la Deûle qui aliment chacun un moulin : le moulin Saint-Pierre pour le bras de la Haute-Deûle et le moulin du château pour le Fourchon.
Ces deux ensembles alimentaient chacun un moulin, le premier, le moulin Saint-Pierre dont il reste des vestiges rue de la Monnaie, le second, le moulin du Château situé place Saint-Martin, actuelle place Louise de Bettignies.
Il longeait le jardin des Albalétiers sur lequel fut édifié en 1733 un arsenal supprimé en 1877 et à l’angle du canal de la Baignerie, l’hôtel de la Poterne détruit en 1801 qui abritait la Chambre des comptes.
Avant l'ouverture de la rue Nationale en 1864, il était enjambé par les ponts des rues de la Nef et de Tenremonde supprimées à cette date et par plusieurs petits ponts donnant accès aux maisons riveraines à partir de la berge étroite du côté opposé.
Coulant dans un quartier très dense comprenant plusieurs courées, ce canal très pollué est recouvert en 1877. Les rues de la Chambre des Comptes, de Pas et Jean Roisin sont  ouvertes de 1877 à 1881 sur la couverture du canal.

## Le canal des Poissonceaux actuellement
Le parcours du canal existe sous la voute construite en 1877 entre la place Rihour et la rue Thiers.
L’immeuble du no 11 rue Jean Roisin est le seul de cette rue antérieur à la couverture du canal. Son rez-de-chaussée actuel est son ancien premier étage. La date de construction de la maison «anno 1771 » figure en haut de l’ancien rez-de-chaussée  dont le haut des fenêtres émerge du trottoir.

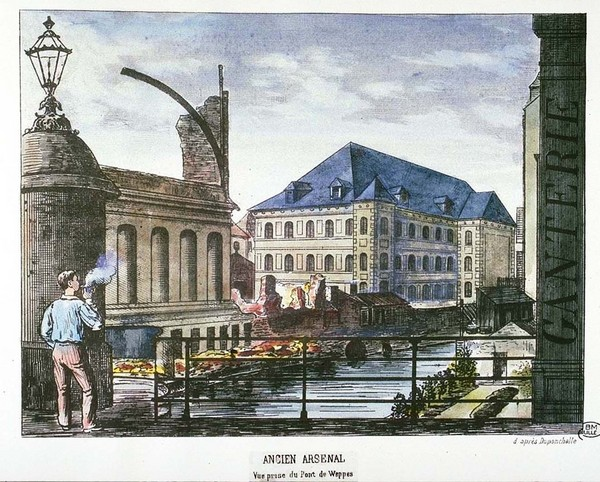
Vue du canal du pont de Weppes en 1875. A gauche, débouché du canal des Poissonceaux à côté de l'Arsenal
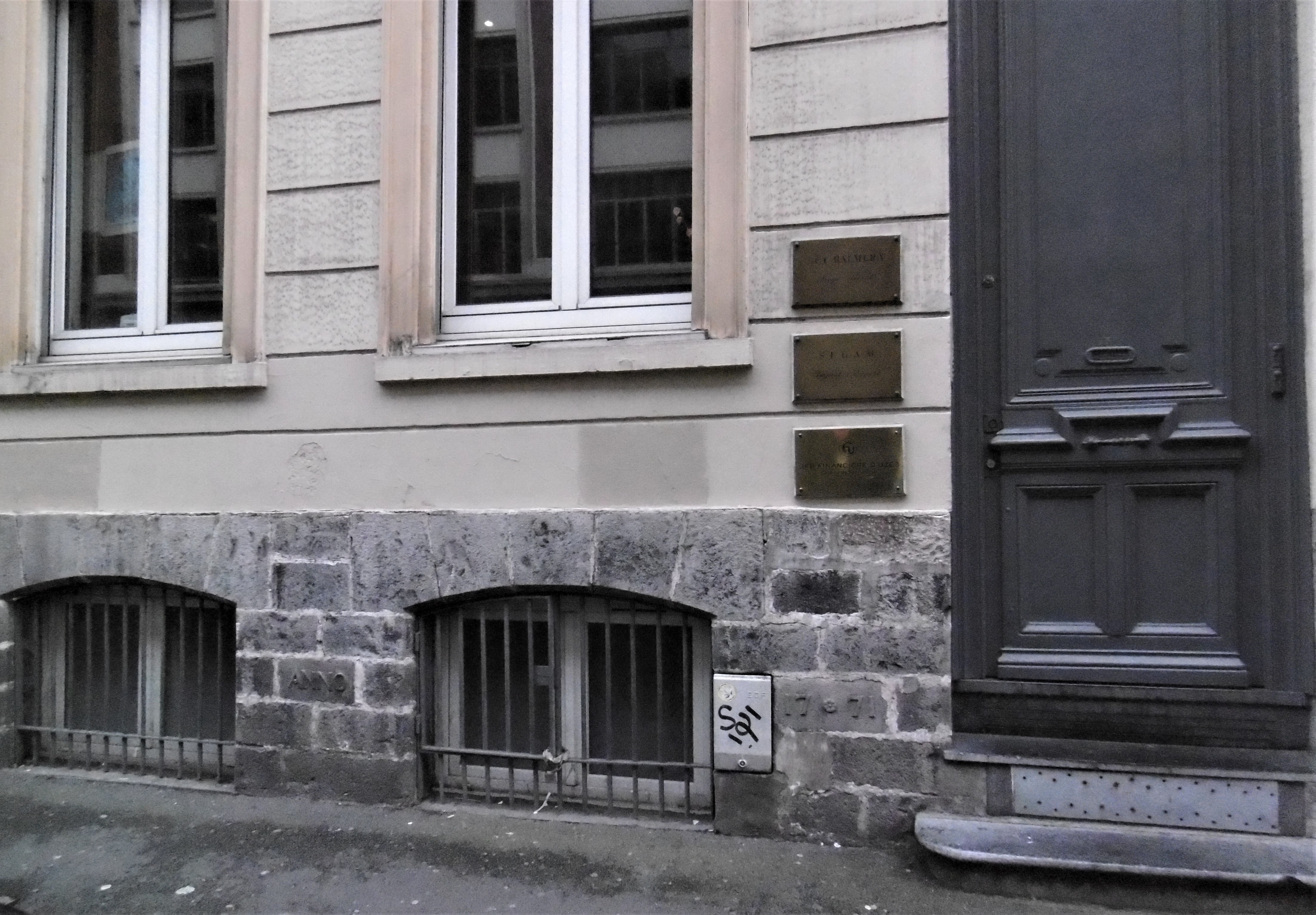
Maison du 11 rue Jean-Roisin «anno 1771 » .

La rue des Poissonceaux évoque, par son nom, l’ancien canal.